# Алдервейрелд, Тоби
То́биас Альберти́не Ма́уриц Алдерве́йрелд (нидерл. Tobias Albertine Maurits Alderweireld); род. 2 марта 1989[…], Вилрейк, Фламандский регион), более известный как Тоби Алдерве́йрелд (нидерл. Toby Alderweireld, нидерландское произношение: [ˈtoːbi ˈɑldərβ̞ɛːrəlt]) — бельгийский футболист, выступавший на позиции центрального защитника. Бывший игрок национальной сборной Бельгии.
Воспитанник академии амстердамского «Аякса». В основном составе «евреев» дебютировал в 2008 году. Во время игры в Нидерландах выступал на позиции центрального защитника, крайнего защитника и фуллбэка, трижды завоевывал чемпионский титул и становился обладателем кубка 2010 года. В 2013 году был куплен мадридским «Атлетико». После успешно проведённого мирового первенства, перебрался на правах аренды в «Саутгемптон». Летом 2015 года Тоби стал игроком «Тоттенхэма». В 2021 году покинул Европу, присоединившись к катарскому клубу «Аль-Духаиль».
Участник двух чемпионатов мира (2014, 2018) и двух чемпионатов Европы (2016, 2020).

## Детство и ранние годы
Тоби Алдервейрелд родился 2 марта 1989 года в районе Вилрейк города Антверпен. Его семья проживала недалеко от железнодорожной станции Экерен, возле которой располагался футбольный стадион. По его словам, он начал играть в футбол в возрасте пяти лет в клубе «Жерминаль Экерен». В 1999 году его команда изменила название на «Жерминаль Беерсхот»; после реформации клуб начал активно сотрудничать с «Аяксом» в плане развития детско-юношеского футбола. Несколько юных игроков «Жерминаля», среди которых был Том де Мюл, Томас Вермален и Ян Вертонген, пополнили футбольную академию амстердамской команды.
Родители Тоби были против того, чтобы их сын занимался футболом, однако его дед, Мауриц Бёйле, который к тому же был молодёжным делегатом клуба «Жерминаль Беерсхот», всячески поддерживал своего внука. Когда у Алдервейрелда появился шанс оказаться в «Аяксе», его родители были против этого. Старшему брату Тоби Стиву, который работал инспектором полиции в Брюсселе, удалось уговорить родителей дать Тоби шанс.
В 2004 году, в возрасте 15 лет, Алдервейрелд переехал в Амстердам. По субботам он играл матчи за юношеский состав «Аякса», после чего его отец забирал его домой, а на следующий день Тоби приходилось возвращаться обратно в Амстердам. С сезона 2007/08 Алдервейрелд стал выступать за молодёжный состав «Аякса», тогда же в феврале 2007 года Тоби подписал профессиональный контракт с клубом до 30 июня 2010 года.

## Клубная карьера

### «Аякс»
В середине сезона 2008/09 главный тренер «Аякса» Марко ван Бастен включил в основной состав 19-летнего Алдервейрелда и во время зимнего перерыва в чемпионате Нидерландов в январе 2009 года взял его на межсезонный сбор в Португалию. После возобновления чемпионата Тоби дебютировал за «Аякс» 18 января 2009 года в матче против НЕК’а, Алдервейрелд вышел на замену во втором тайме вместо нападающего Миралема Сулеймани. Необходимость в замене была в том, что другой нападающий «Аякса» Дарио Цвитанич получил красную карточку и поэтому нужно было усилить оборону команды. В итоге в гостевом матче «Аякс» смог победить НЕК со счётом 4:2. 26 февраля 2009 года Алдервейрелд дебютировал в Кубке УЕФА против итальянской «Фиорентины», Тоби вышел на замену на 92-й минуте матча вместо нападающего Миралема Сулеймани, в итоге «Аякс» сыграл вничью 1:1 и вышел в 1/8 финала кубка, где команде предстояло встретиться с французским «Олимпиком» из Марселя. В первом матче во Франции амстердамцы потерпели поражение со счётом 2:1, а во втором сыграли вничью 2:2, но по итогам двух матчей в 1/4 финала вышел «Олимпик».

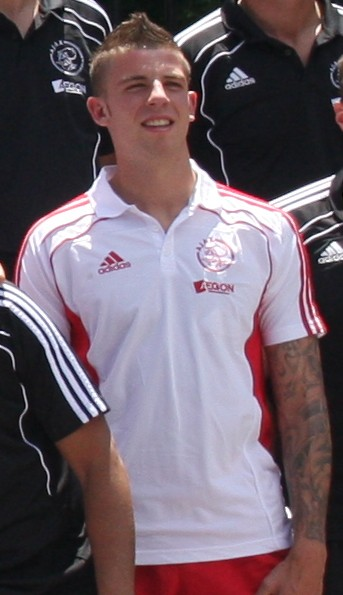
Алдервейрелд в составе амстердамского «Аякса»

В дебютном сезоне в чемпионате Нидерландов Тоби провёл за «Аякс» 5 матчей, по итогам сезона амстердамцы заняли третье место в чемпионате. 22 июля 2009 года Тоби продлил свой контракт до 30 июня 2014 года. Накануне сезона 2009/10 Тоби попытался арендовать «Твенте». Однако молодой бельгиец предпочел остаться в родной команде и поставил себе цель пробиться в стартовый состав. После нескольких отличных матчей наставник «евреев» Мартин Йол создал в центре обороны бельгийскую связку Вертонген — Алдервейрелд. В первом полноценном сезоне продемонстрировал великолепное видение поле, зачастую принимая не самые тривиальные решения и спасая свою команду в сложных положениях. 4 сентября в матче против «Хераклеса» забил свой первый гол в чемпионате, игра закончилась со счётом 3:0. 27 января поразил ворота НЕКа в четвертьфинале Кубка Нидерландов, что перевело матч в овертайм, а за пять минут до конца отличился Сим де Йонг и «Аякс» победил 3:2. 3 ноября 2011 забил 100-й гол нидерландской команды в еврокубках, вписав своё имя в историю.
Забил гол с расстояния в 25 метров на «Сан-Сиро» в ворота «Милана» в рамках группового этапа Лиги чемпионов. «Аякс» одержал победу со счётом 2:0. Вскоре не менее красиво отличился в игре с «Фейеноордом». Во время межсезонья значительно улучшил свои умения, а также наладил взаимопонимание с партнером по защите Яном Вертонгеном. Отличился голом во втором туре в матче против «Херенвена». 5 августа в игре за Суперкубок Нидерландов против ПСВ забил на 44-й минуте, возродив интригу. Тем не менее клуб из Эйндховена выиграл матч со счётом 4:2.
Алдервейрелд в третий раз стал чемпионом Нидерландов. На его счёту три мяча: два — в чемпионате (в ворота «Твенте» и «Зволле») и один — в 1/16 финала Лиги Европы против «Стяуа». В Лиге чемпионов нидерландцы попали в группу к «Реалу», «Манчестер Сити» и «Боруссии», где заняли третье место, но и во втором по значимости турнире Европы не были успешны, так как проиграли второй матч румынам 2:4 и завершили выступление.

### «Атлетико Мадрид»
В середине августа 2013 года игроком заинтересовались сразу несколько клубов: английские «Тоттенхэм Хотспур», «Эвертон», «Ливерпуль», «Арсенал», российский «Спартак» и испанский «Атлетико Мадрид». В итоге 24-летний защитник принял решение перейти в испанский «Атлетико» из Мадрида. 31 августа он прошёл для клуба медицинское обследование и затем заключил с «матрасниками» четырёхлетний контракт. По сообщениям бельгийской прессы, сумма трансфера составила от 5 до 7 млн евро. Официальное объявление о переходе состоялось 2 сентября. В новой команде бельгиец получил необычный для защитника номер «двенадцать». Однако в стартовый состав «матрасников» бельгиец пробиться не сумел, а его дебют состоялся лишь 20 октября: в матче с «Эспаньолом» Тоби вышел в стартовом составе и провёл на поле весь матч, который завершился поражением «Атлетико» со счётом 0:1.
Так и не сумев завоевать доверие Диего Симеоне, 1 сентября 2014 года Алдервейрелд на правах аренды с правом выкупа перешёл в английский клуб «Саутгемптон», где с первых же матчей сезона 2014/15 стал игроком стартового состава. Его дебют в новом клубе состоялся 13 сентября, в матче против «Ньюкасл Юнайтед», в котором «святые» смогли одержать победу со счётом 4-0. 26 декабря Алдервейрелд забил свой первый за «Саутгемптон», замкнув головой подачу Джеймса Уорд-Проуза с углового. «Саутгемптон» готов был воспользоваться правом выкупа футболиста в конце сезона, однако «Атлетико» согласовал трансфер игрока в «Тоттенхэм» за 16 млн евро.

### «Тоттенхэм»
8 июля 2015 года Алдервейрелд присоединился к «Тоттенхэму», подписав пятилетний контракт. В новом клубе Алдервейрелд воссоединился с бывшими партнёрами по «Аяксу» — Кристианом Эриксеном и Яном Вертонгеном. 30 июля Алдервейрелд дебютировал в клубе в матче против всех звёзд MLS в Денвере. На 62-й минуте матча Алдервейрелд вышел на поле, заменив Федерико Фасио. 26 сентября Алдервейрелд забил свой первый гол за «Тоттенхэм» в матче против «Манчестер Сити» на «Уайт Харт Лейн». Во встрече с «Вест Хэм Юнайтед», проходившей 22 ноября, Алдервейрелд забил свой второй мяч за клуб. 5 марта 2016 года, в 183-м cеверолондонском дерби Тоби забил и сравнял счёт в матче. Месяц спустя, 10 апреля, Алдервейрелд удвоил счёт в матче против «Манчестер Юнайтед».

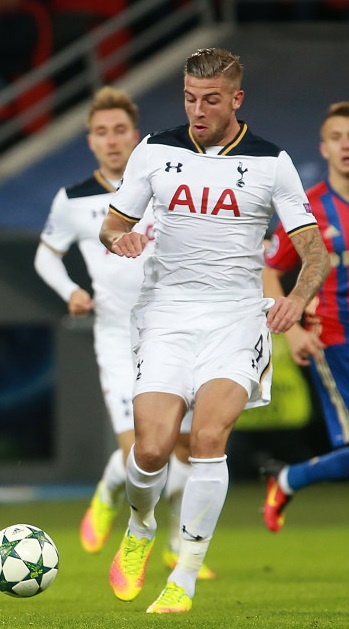
Алдервейрелд в составе «Тоттенхэма»

Во время своего первого сезона в «Тоттенхэме» Алдервейрелд был признан многими людьми одним из лучших защитников Премьер-лиги, создав впечатляющую связку с коллегой по национальной сборной Яном Вертонгеном и австрийцем Кевином Виммером. Одна из лучших связок центральных защитников в лиге позволила «Тоттенхэму» пропустить всего 35 мячей в 38 матчах, что стало лучшим показателем в лиге наряду с «Манчестер Юнайтед». Алдервейрелд по итогам сезона попал в состав «команды года» по версии ПФА.
В сезоне 2016/17 Алдервейрелд был твёрдым игроком стартового состава, но 15 октября в матче против «Вест Бромвича» получил травму, в связи с чем был вынужден пропустить несколько недель. Тоби вернулся в состав в матче Лиги чемпионов против московского ЦСКА, проходившего 7 декабря 2016 года. В конце матча против Халл Сити 21 мая 2017 года Алдервейрелд замкнул подачу Кирана Триппьера, забив победный мяч. В этом сезоне «Тоттенхэм», установил новый рекорд, пропустив всего 26 голов (только 9 из которых были пропущены в домашних играх), что стало наилучшим показателем клуба за всю историю.
Алдервейрелд принимал участие во всех матчах Премьер-лиги и Лиги чемпионов с начала сезона 2017/18, но 1 ноября 2017 года он получил серьёзную травму подколенного сухожилия в домашней игре Лиги чемпионов против мадридского «Реала». Травма заставила бельгийца покинуть команду на несколько месяцев 7 февраля 2018 года он вернулся в состав в матче Кубка Англии против «Ньюпорт Каунти», который «Тоттенхэм» выиграл со счётом 2:0 Через две недели Алдервейрелд получил рецидив старой травмы и снова выбыл на длительное время. По итогам сезона в активе бельгийца оказался всего 21 матч.

### «Аль-Духаиль»
27 июля 2021 года «Тоттенхэм Хотспур» объявил, что Алдервейрелд переходит в катарский клуб «Аль-Духаиль». В сезоне 2021-22 он провел за команду 29 матчей и забил один гол.

### «Антверпен»
15 июля 2022 года Алдервейрелд подписал трехлетний контракт с бельгийским клубом «Антверпен».

## Карьера в сборной

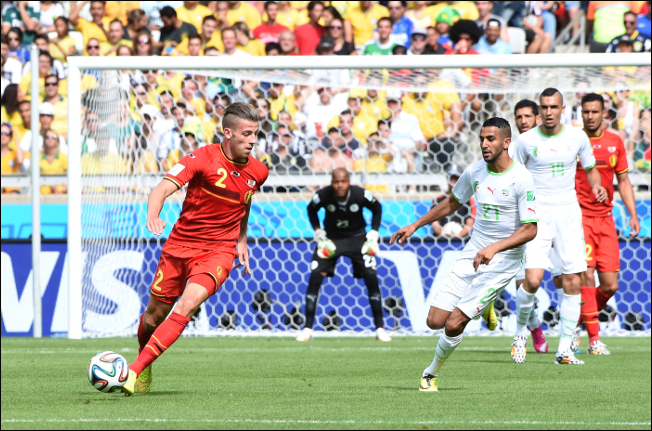
Тоби Алдервейрелд (слева) в матче сборной Бельгии на ЧМ-2014

В октябре 2005 года Алдервейрелд впервые был привлечён к матчам молодёжной сборной Бельгии до 17 лет, принимая участие в чемпионате мира среди юношей в 2006 году. В мае 2009 года Алдервейрелд был включён в состав сборной Бельгии главным тренером Рене Вандерейккеном для участия на Кубке Кирин, который проходил в Японии. Дебют Тоби на турнире состоялся 29 мая 2009 года в матче против сборной Чили, завершившийся вничью 1:1. Во втором матче, который состоялся 31 мая, сборная Бельгии потерпела крупное поражение со счётом 4:0 от хозяев турнира сборной Японии, одержав две победы на турнире японцы в одиннадцатый раз стали победителями турнира. Однако это был лишь дружеский турнир, его полный дебют состоялся три месяца спустя в матче против сборной Чехии.Он был вызван в основную сборную на несколько отборочных матчей чемпионата мира 2010 года в ЮАР, но оставался на скамейке запасных.
13 мая 2014 года Алдервейрелд был вызван на чемпионат мира 2014 года в Бразилии. Он выходил в стартовом составе бельгийской сборной во всех её пяти матчах на турнире, включая поражение против сборной Аргентины в четвертьфинале.
10 ноября 2022 года был включён в официальную заявку сборной Бельгии для участия в матчах чемпионата мира 2022 года в Катаре.
12 мая 2016 года Алдервейрелд был вызван в сборную на Евро-2016. На турнире он провёл все пять матчей своей сборной, из которых три были в групповом этапе против сборных Италии, Ирландии и Швеции, два — в раунде плей-офф. В матче 1/8 финала против сборной Венгрии Алдервейрелд забил первый мяч своей команды уже на 10-й минуте, а в матче 1/4 финала против сборной Уэльса Бельгия не смогла победить, уступив сопернику со счётом 1:3.
Алдервейрелд принял участие в чемпионате мира 2018 года в России, отыграв 5 матчей, из которых два — в групповом этапе, три — в плей-офф, позволив своей сборной принять участие в матче за третье место со сборной Англии.

## Достижения

### Командные
«Аякс»
- Чемпион Нидерландов (3): 2010/11, 2011/12, 2012/13
- Вице-чемпион Нидерландов: 2009/10
- Обладатель Кубка Нидерландов: 2009/10
- Обладатель Суперкубка Нидерландов: 2013

«Атлетико Мадрид»
- Чемпион Испании: 2013/14
- Финалист Лиги чемпионов УЕФА: 2013/14

«Тоттенхэм Хотспур»
- Финалист Лиги чемпионов УЕФА: 2018/19

«Антверпен»
- Чемпион Бельгии: 2022/23
- Обладатель Кубка Бельгии: 2022/23
- Обладатель Суперкубок Бельгии: 2023

### Личные
- Талант года в «Аяксе»: 2009/10[68]
- Член «команды года по версии ПФА»: 2015/16[46]
- Член «команды сезона» Лиги Европы: 2015/16[69]
- Игрок года в «Тоттенхэме»: 2015/16[70]

## Статистика выступлений
| Клуб                 | Сезон            | Лига | Лига | Кубок | Кубок | Еврокубки | Еврокубки | Прочие | Прочие | Итого | Итого |
| Клуб                 | Сезон            | Игры | Голы | Игры  | Голы  | Игры      | Голы      | Игры   | Голы   | Игры  | Голы  |
| -------------------- | ---------------- | ---- | ---- | ----- | ----- | --------- | --------- | ------ | ------ | ----- | ----- |
| Аякс                 | 2008/09          | 5    | 0    | 0     | 0     | 3         | 0         | —      | —      | 8     | 0     |
| Аякс                 | 2009/10          | 31   | 2    | 6     | 1     | 8         | 0         | —      | —      | 45    | 3     |
| Аякс                 | 2010/11          | 26   | 2    | 4     | 0     | 12        | 3         | 1      | 0      | 43    | 5     |
| Аякс                 | 2011/12          | 29   | 1    | 3     | 0     | 7         | 1         | 1      | 1      | 40    | 3     |
| Аякс                 | 2012/13          | 33   | 2    | 3     | 0     | 8         | 1         | 1      | 1      | 45    | 4     |
| Аякс                 | 2013/14          | 4    | 0    | 0     | 0     | 0         | 0         | 1      | 0      | 5     | 0     |
| Аякс                 | Итого            | 128  | 7    | 16    | 1     | 38        | 5         | 4      | 2      | 186   | 15    |
| Атлетико Мадрид      | 2013/14          | 12   | 1    | 6     | 1     | 4         | 0         | 0      | 0      | 22    | 2     |
| Атлетико Мадрид      | Итого            | 12   | 1    | 6     | 1     | 4         | 0         | 0      | 0      | 22    | 2     |
| Саутгемптон (аренда) | 2014/15          | 26   | 1    | 2     | 0     | —         | —         | —      | —      | 28    | 1     |
| Саутгемптон (аренда) | Итого            | 26   | 1    | 2     | 0     | —         | —         | —      | —      | 28    | 1     |
| Тоттенхэм Хотспур    | 2015/16          | 38   | 4    | 1     | 0     | 16        | 0         | —      | —      | 55    | 4     |
| Тоттенхэм Хотспур    | 2016/17          | 30   | 1    | 4     | 0     | 5         | 1         | —      | —      | 39    | 2     |
| Тоттенхэм Хотспур    | 2017/18          | 14   | 0    | 3     | 0     | 4         | 0         | —      | —      | 21    | 0     |
| Тоттенхэм Хотспур    | 2018/19          | 34   | 0    | 4     | 0     | 12        | 0         | —      | —      | 50    | 0     |
| Тоттенхэм Хотспур    | 2019/20          | 33   | 2    | 3     | 0     | 6         | 0         | —      | —      | 42    | 2     |
| Тоттенхэм Хотспур    | 2020/21          | 14   | 1    | 4     | 0     | 4         | 0         | —      | —      | 22    | 1     |
| Тоттенхэм Хотспур    | Итого            | 163  | 8    | 19    | 0     | 47        | 1         | 0      | 0      | 229   | 9     |
| Всего за карьеру     | Всего за карьеру | 329  | 17   | 43    | 2     | 89        | 6         | 4      | 2      | 465   | 27    |

1. ↑  Эредивизи, Чемпионат Испании, Английская Премьер-лига
2. ↑  Кубок Нидерландов, Кубок Испании, Кубок Англии, Кубок футбольной лиги Англии
3. ↑  Лига чемпионов УЕФА, Кубок УЕФА, Лига Европы УЕФА
4. ↑  Прочие официальные матчи